# Oxypoda
Oxypoda är ett släkte av skalbaggar som beskrevs av Mannerheim 1830. Oxypoda ingår i familjen kortvingar.

## Bildgalleri

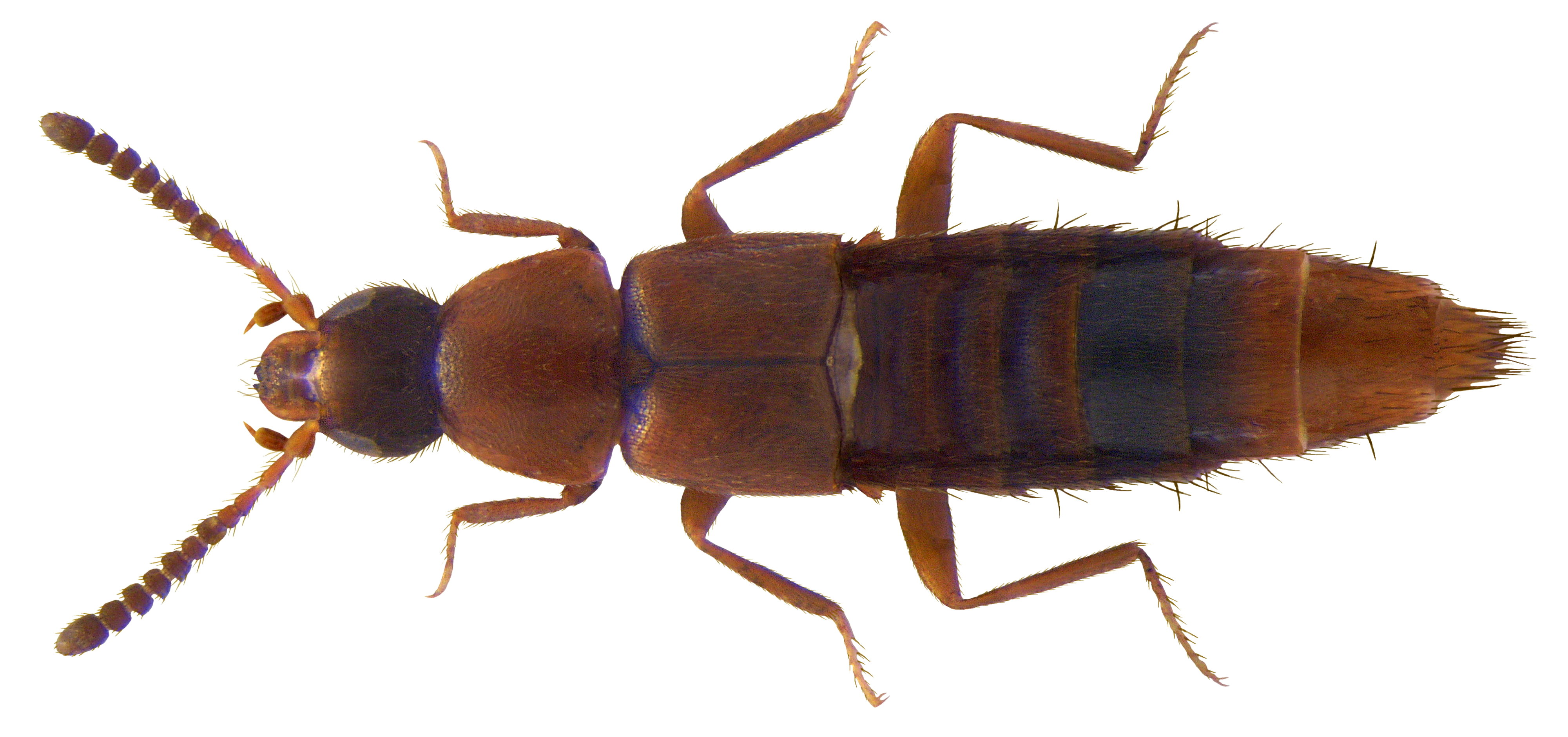
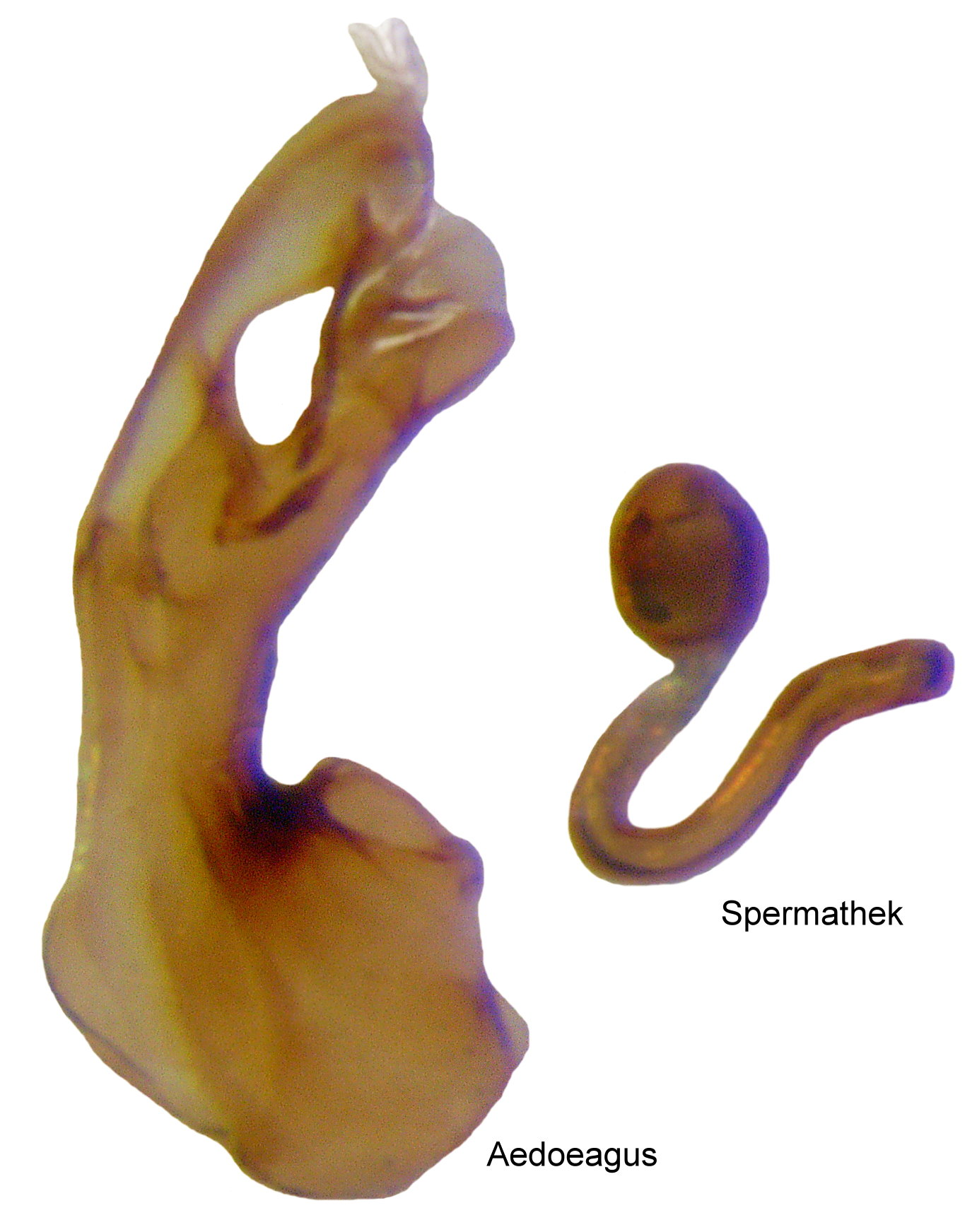
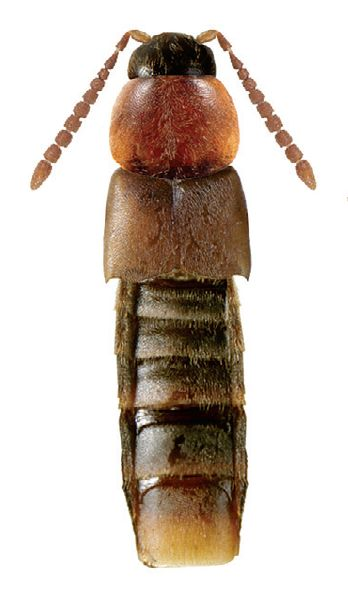
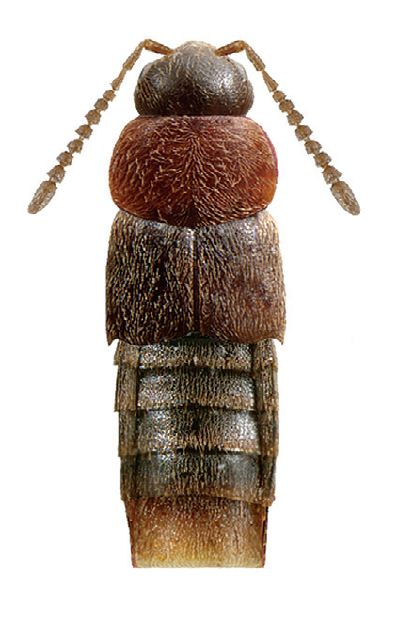
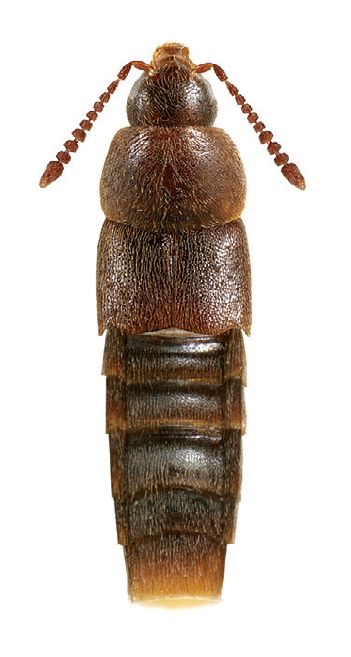
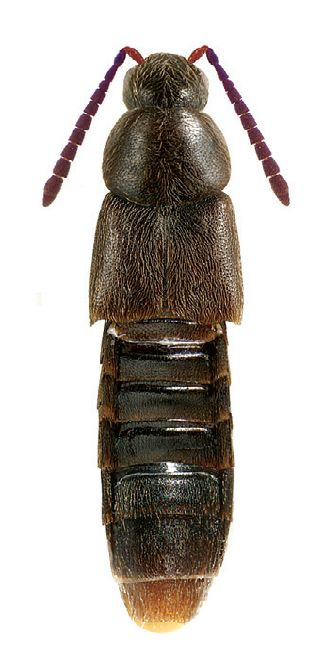

## Dottertaxa tillOxypoda, i alfabetisk ordning[1][2]
- Oxypoda abdominalis
- Oxypoda acuminata
- Oxypoda advena
- Oxypoda agitata
- Oxypoda alternans
- Oxypoda amica
- Oxypoda annularis
- Oxypoda arborea
- Oxypoda astricta
- Oxypoda bachyptera
- Oxypoda bicolor
- Oxypoda brachyptera
- Oxypoda brevicornis
- Oxypoda californica
- Oxypoda canadensis
- Oxypoda carbonaria
- Oxypoda cernua
- Oxypoda chantali
- Oxypoda congesta
- Oxypoda convergens
- Oxypoda cruda
- Oxypoda demissa
- Oxypoda doderoi
- Oxypoda dubia
- Oxypoda effecta
- Oxypoda elongatula
- Oxypoda elusa
- Oxypoda exoleta
- Oxypoda famula
- Oxypoda ferruginea
- Oxypoda filiformis
- Oxypoda flavicornis
- Oxypoda flebilis
- Oxypoda formiceticola
- Oxypoda frigida
- Oxypoda funebris
- Oxypoda fustiger
- Oxypoda gatosensis
- Oxypoda glenorae
- Oxypoda gnara
- Oxypoda grandipennis
- Oxypoda gymnica
- Oxypoda haemorrhoa
- Oxypoda hansseni
- Oxypoda hiemalis
- Oxypoda hudsonica
- Oxypoda implicata
- Oxypoda impressa
- Oxypoda induta
- Oxypoda inimica
- Oxypoda irrasa
- Oxypoda islandica
- Oxypoda juncea
- Oxypoda lacustris
- Oxypoda leechi
- Oxypoda lenis
- Oxypoda lentula
- Oxypoda lividula
- Oxypoda longicarinata
- Oxypoda longipes
- Oxypoda lucidula
- Oxypoda lugubris
- Oxypoda lurida
- Oxypoda madescans
- Oxypoda madgei
- Oxypoda manitobae
- Oxypoda mansueta
- Oxypoda mimetica
- Oxypoda minuta
- Oxypoda mobilis
- Oxypoda nelsoni
- Oxypoda nevadensis
- Oxypoda nigriceps
- Oxypoda nigricornis
- Oxypoda nimbata
- Oxypoda nubifer
- Oxypoda nugax
- Oxypoda nutricia
- Oxypoda obliqua
- Oxypoda oblita
- Oxypoda olescans
- Oxypoda opaca
- Oxypoda operta
- Oxypoda orbicollis
- Oxypoda paganica
- Oxypoda palustris
- Oxypoda perexilis
- Oxypoda perita
- Oxypoda praecox
- Oxypoda pratensicola
- Oxypoda procerula
- Oxypoda profuga
- Oxypoda pseudolacustris
- Oxypoda recensa
- Oxypoda recondita
- Oxypoda regressa
- Oxypoda renoica
- Oxypoda robusticornis
- Oxypoda rubescans
- Oxypoda rufa
- Oxypoda rugicollis
- Oxypoda sagulata
- Oxypoda saturata
- Oxypoda saxatilis
- Oxypoda scaeva
- Oxypoda sedula
- Oxypoda sejuncta
- Oxypoda serpentata
- Oxypoda simulans
- Oxypoda skalitzkyi
- Oxypoda smithi
- Oxypoda soror
- Oxypoda spectabilis
- Oxypoda strandi
- Oxypoda subnitens
- Oxypoda subpolaris
- Oxypoda sylvia
- Oxypoda tarda
- Oxypoda testacea
- Oxypoda tetricula
- Oxypoda togata
- Oxypoda uhligi
- Oxypoda vancouveri
- Oxypoda vicina
- Oxypoda wickhami
- Oxypoda vittata
- Oxypoda vockerothi
- Oxypoda volkeri